# Milczenie owcy
Milczenie owcy – opowiadanie fantastyczne Roberta M. Wegnera z 2015 roku, nagrodzone Nagrodą im. Janusza A. Zajdla. Jest to renarracja legendy o smoku wawelskim.
Opowiadanie zostało wydane przez Powergraph i Allegro w darmowym e-booku Legendy Polskie w ramach transmedialnego projektu realizowanego m.in. przez Tomasza Bagińskiego i studio Platige Image.